# Нововладимировка (Приморский край)
Нововлади́мировка — село в Спасском районе Приморского края. Входит в состав Хвалынского сельского поселения.

## География
Село Нововладимировка стоит в верховьях реки Одарка.
Село Нововладимировка расположено на автодороге Спасск-Дальний — Яковлевка — Варфоломеевка к востоку от села Татьяновка.
Расстояние до Спасска-Дальнего около 27 км.
Между сёлами Татьяновка и Нововладимировка на север идёт дорога к селу Нахимовка.
Восточнее села Нововладимировка по горному перевалу проходит административная граница между Спасским и Яковлевским районами Приморского края.
Расстояние до районного центра села Яковлевка около 40 км.

## Население
| 1923 | 1926 | 1959 | 1970 | 1979 | 2002 | 2003 |
| ---- | ---- | ---- | ---- | ---- | ---- | ---- |
| 328  | ↗361 | ↘300 | ↗600 | ↘507 | ↘386 | ↗404 |
| 2010 |      |      |      |      |      |      |
| ↘352 |      |      |      |      |      |      |

## Улицы
| - ул. Заречная, - пер. Заречный, - ул. Молодёжная, - ул. Пионерская, | - пер. Пионерский, - ул. Садовая, - ул. Центральная. |

## Экономика
Сельскохозяйственные предприятия Спасского района.